# Queso de Valdeón
El queso de Valdeón es un queso azul que se produce en la localidad de Posada de Valdeón, León (España). Antiguamente se elaboraba un queso similar denominado "picón de Valdeón" que se solía hacer con la leche procedente del ganado del lugar. 

## Historia
La producción de queso en el valle de Valdeón se remonta a época prerromana, elaborándose por entonces con leche de cabra como materia prima. Durante el siglo XIX la producción del queso era una de las principales ocupaciones de la zona, ya que la producción de leche del ganado que pastaba en las majadas en altura durante el verano se transformaba en queso en las propias cabañas en lo alto o se transportaba a los pueblos del valle. Debido a las importantes barreras naturales que delimitan el valle, este tiene un microclima que propicia el desarrollo de la flora microbiana que caracteriza estos quesos.

## Protección

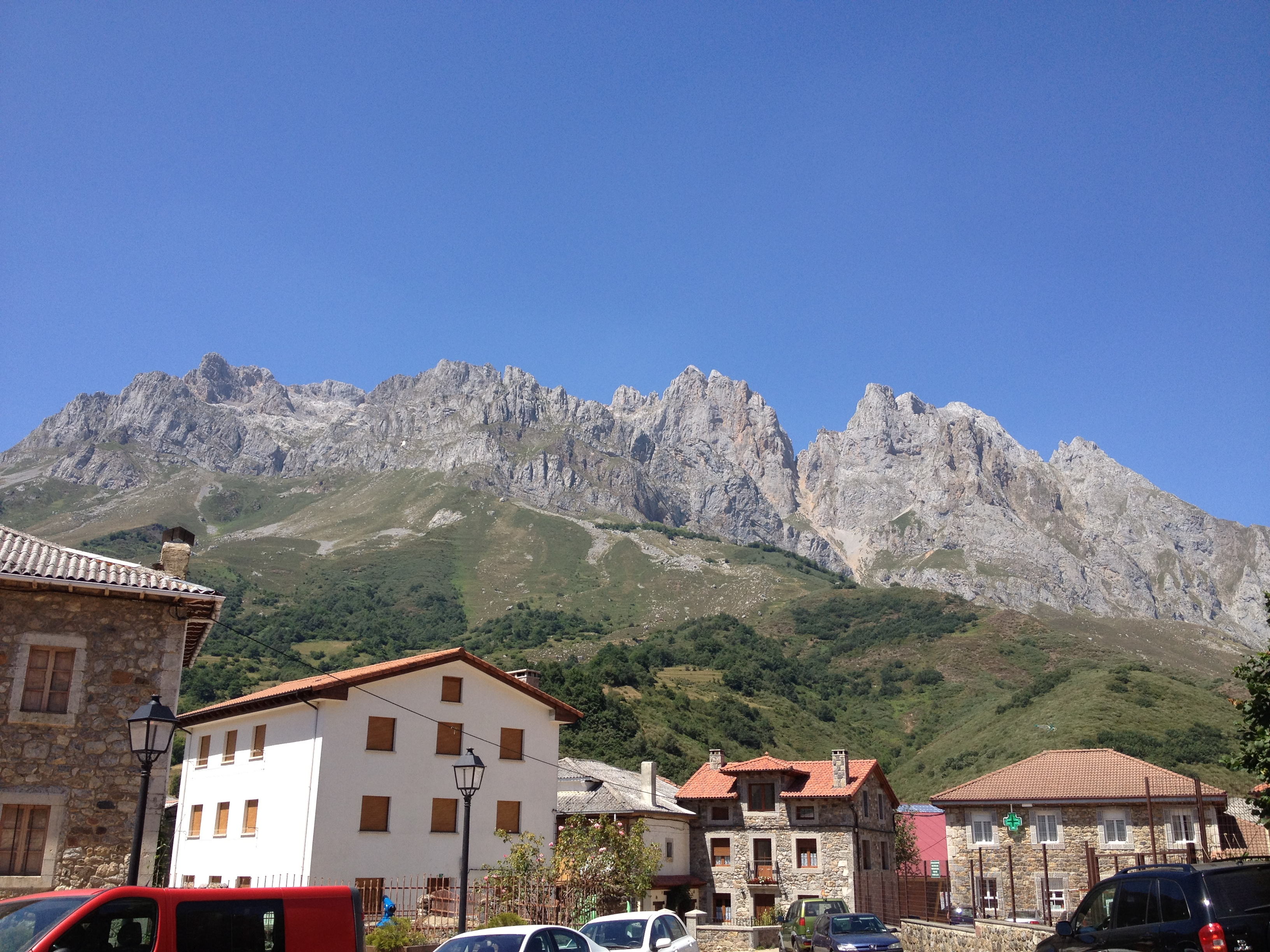
Picos de Europa desde la cabecera de Valdeón.
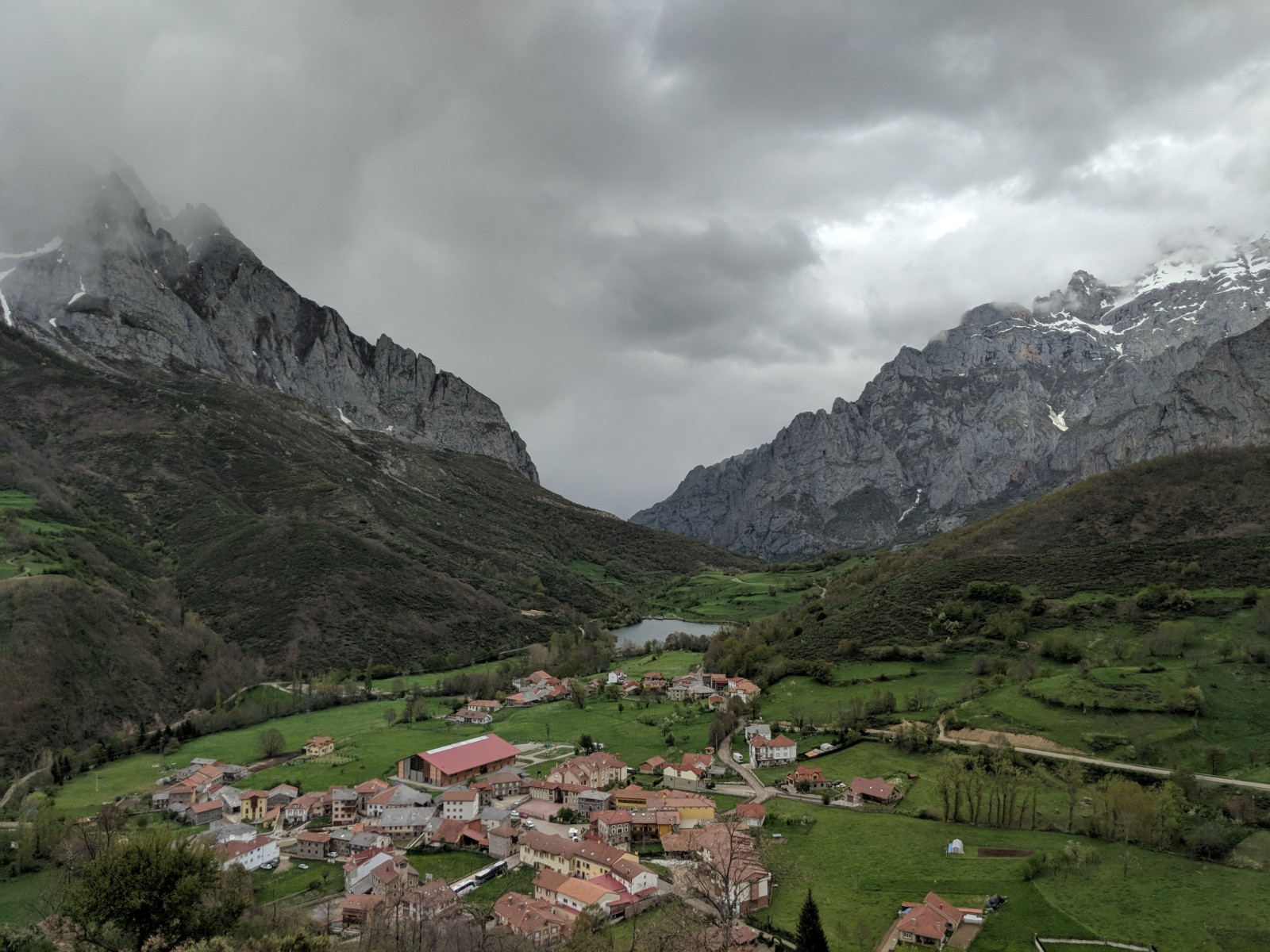
Posada de Valdeón es la sede del consejo de la indicación geográfica.
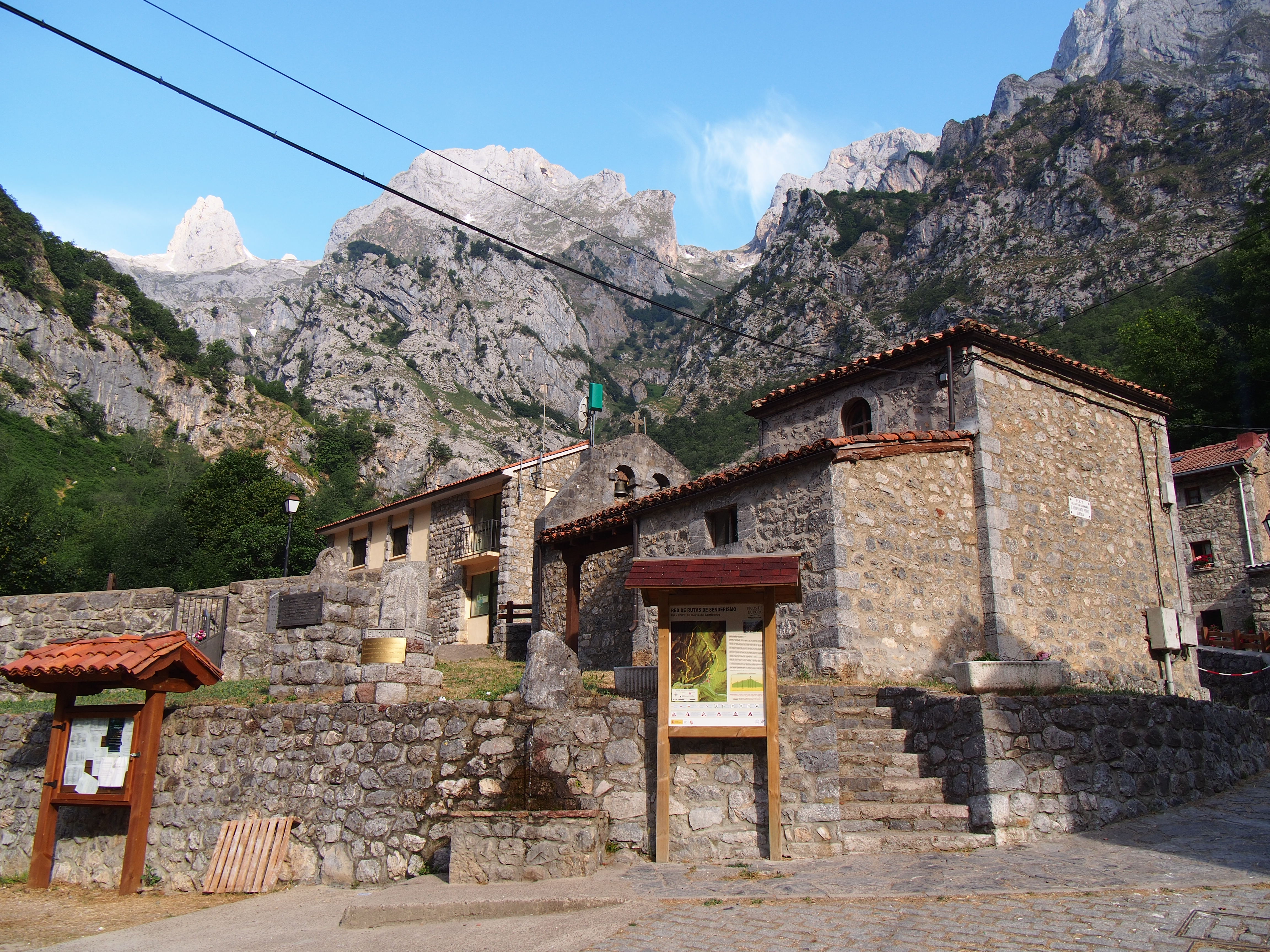
Caín es parte de la zona de producción.

La zona de elaboración y maduración de los quesos protegidos por esta I.G.P. está constituida por el término municipal de Posada de Valdeón, que incluye a Caín, Caldevilla, Cordiñanes, Los Llanos, Prada, Santa Marina y Soto.

## Características
Se elabora tanto con leche de vaca, cabra y/o oveja o con sus mezclas y se deja madurar en cuevas por un período largo. Se trata de un queso con un sabor bastante fuerte y con un alto contenido en grasas, la pasta es ligeramente amarilla y de textura blanda. Estas características lo convierten en un queso bueno para untar o para elaborar salsas de acompañamiento de carnes o setas. Se elabora durante todo el año. El queso cuando se presente batido se presentará en envases con un contenido neto de entre 200 gramos y 1,5 kilogramos, pudiéndose superar dicha cifra y sólo hasta los 6 kilogramos para su distribución en locales de restauración, cadenas de distribución e industrias. El batido deberá ser homogéneo, con ausencia total de corteza. La crema deberá presentar un color blanco marfil con los toques azul verdosos poco brillantes provocados por los microorganismos característicos. El olor será ligeramente ácido o láctico, con un sabor intenso y picante que aumentará con la presencia de mayor leche de cabra en el mix.
La forma de presentación principal de este queso es en el formato tradicional cilíndrico con pesos que van desde los 420g a los 3kg envuelto en hoja natural o en papel aluminio, para facilitar su conservación y el mantenimiento de sus niveles de humedad, como es frecuente en la mayoría de quesos azules. También puede presentarse en porciones (cuñas) para su comercialización. Recientes investigaciones llevadas a cabo por la Universidad de León han hallado la presencia del anticancerígeno andrastina.
Es un queso que se elabora de forma similar a otros quesos azules de los Picos de Europa, como el Cabrales de Asturias o el queso Picón de Cantabria.